# Vila Farnese

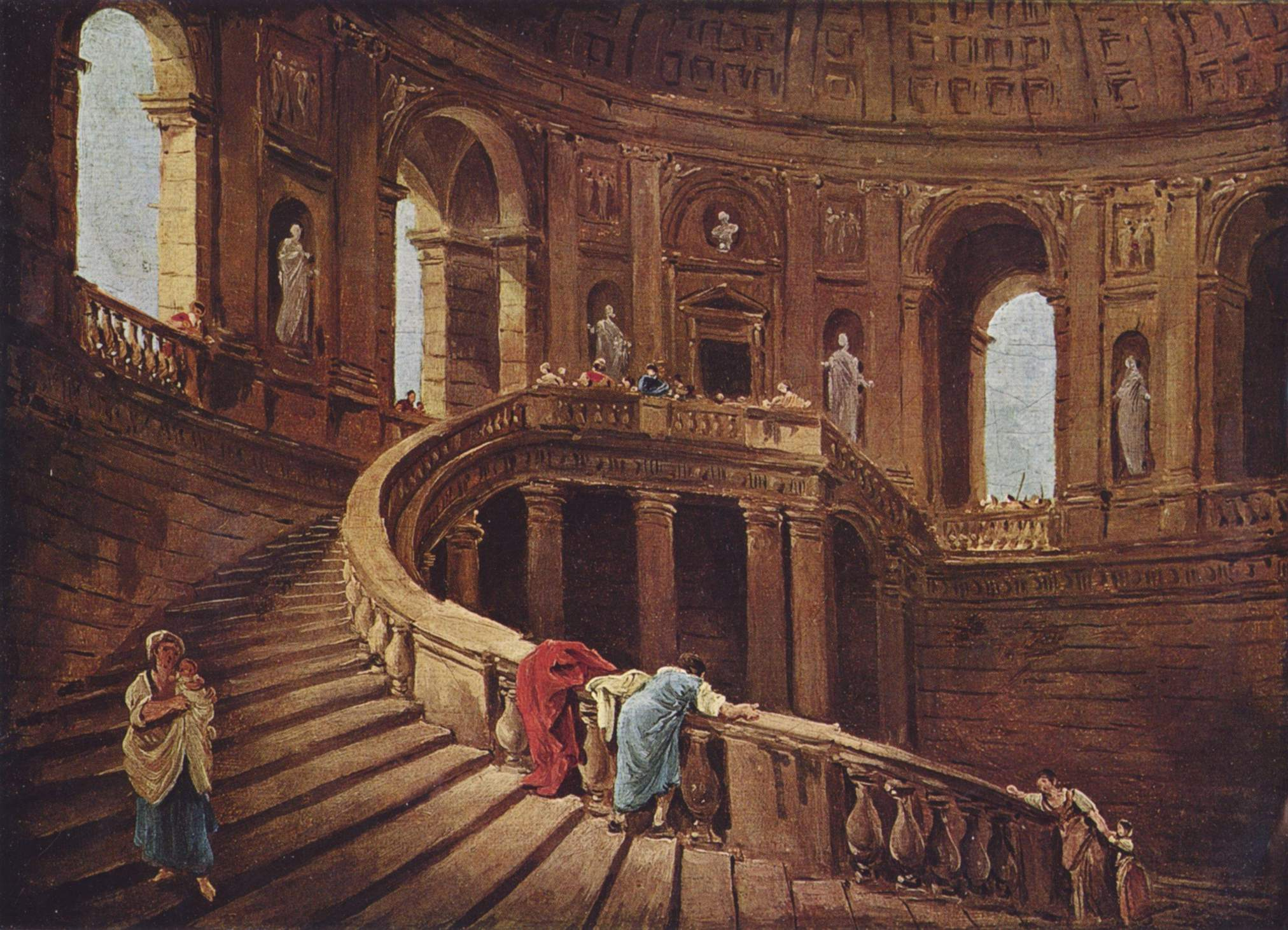
Hubert Robert: Schodiště scala regia ve Vile Farnese

Vila Farnese (italsky Palazzo Farnese nebo Villa Farnese) je renesanční a manýristický palác v městečku Caprarola ve střední Itálii. Jeho hlavním architektem byl Giacomo Barozzi da Vignola. Interiéry paláce jsou vyzdobeny kvalitními freskami Bartolomeuse Sprangera  v duchu manýrismu, uvnitř je známé schodiště scala regia a stavbu doplňuje stylová zahrada. Palác sloužil jako ústředí držav rodiny Farnese, roku 1940 byl odkoupen italským státem a nyní je zpřístupněn veřejnosti.
Panství koupil roku 1504 kardinál Alessandro Farnese, budoucí papež Pavel III., který zde začal budovat hrad typu rocca, jehož architekty byli Antonio da Sangallo mladší a Baldassare Peruzzi. Z nedokončené pevnosti se dochoval pětiboký základ, na němž spočívá současný palác. Ten nechal vybudovat kardinál Alessandro Farnese, vnuk Pavla III. Stavba paláce započala roku 1559 a architekt Giacomo Barozzi da Vignola zde působil až do své smrti roku 1573. Když Alessandro Farnese později upadl do nemilosti u papeže Julia III., odstěhoval se do Capraroly natrvalo.